# Bennett Champ Clark
Joel Bennett Clark, känd som Bennett Champ Clark, född 8 januari 1890 i Bowling Green, Missouri, död 13 juli 1954 i Gloucester, Massachusetts, var en amerikansk demokratisk politiker, jurist och militär. Han representerade delstaten Missouri i USA:s senat 1933-1945. Han var son till Champ Clark.
Clark utexaminerades 1912 från University of Missouri. Han avlade 1914 juristexamen vid George Washington University och inledde därefter sin karriär som advokat i Missouri. Han deltog i första världskriget i USA:s arménationalgarde och befordrades till överste. Han gifte sig 5 oktober 1922 med Miriam Marsh som var dotter till politikern Wilbur W. Marsh.
Clark efterträdde 1933 Harry B. Hawes som senator för Missouri. I sitt tal i senatens plenisal den 29 januari 1944 krävde Clark att kejsaren Hirohito döms till döden som krigsförbrytare. Clark hade några veckor tidigare introducerat lagförslaget till Servicemen's Readjustment Act i senaten. Lagen blev känd som G.I. Bill och den möjliggjorde en utbildning för krigsveteraner som återvände från andra världskriget. Clark efterträddes 1945 som senator av republikanen Forrest C. Donnell.
Clark tjänstgjorde som domare vid United States Court of Appeals for the District of Columbia Circuit från och med 1945 fram till sin död.
Clark var presbyterian, frimurare och medlem av Odd Fellows. Hans grav finns på Arlingtonkyrkogården.